# Guiren
Guiren är en ort i Kina. Den ligger i provinsen Jiangsu, i den östra delen av landet, omkring 190 kilometer norr om provinshuvudstaden Nanjing. Antalet invånare är 57 446.
Runt Guiren är det tätbefolkat, med 530 invånare per kvadratkilometer. Det finns inga andra samhällen i närheten. Trakten runt Guiren består till största delen av jordbruksmark.
Genomsnittlig årsnederbörd är 1 133 millimeter. Den regnigaste månaden är juli, med i genomsnitt 256 mm nederbörd, och den torraste är januari, med 18 mm nederbörd.